# Larce
Larce (makedonsky: Ларце, albánsky: Llërcë) je vesnice v Severní Makedonii. Nachází se v opštině Želino v Položském regionu.

## Geografie
Larce se nachází v oblasti Položská kotlina, 18 km jihovýchodně od města Tetovo. Leží na horním toku řeky Suvodolica, na severních svazích hory Suva Gora. Nejbližšími vesnicemi jsou Dobarce a Čiflik.

## Historie
Podle záznamů Vasila Kančova z roku 1900 žilo ve vesnici 138 albánských muslimů.

## Demografie
Podle sčítání lidu z roku 2021 žije ve vesnici 1 850 obyvatel. Většina se hlásí k albánské národnosti.
| Rok          | 1900 | 1929 | 1948 | 1953 | 1961 | 1971 | 1981 | 1994 | 2002 | 2021 |
| ------------ | ---- | ---- | ---- | ---- | ---- | ---- | ---- | ---- | ---- | ---- |
| Obyvatelstvo | 138  | 562  | 809  | 866  | 950  | 1149 | 1489 | 1735 | 1868 | 1850 |